# LV Korpus Armijny (III Rzesza)
LV Korpus Armijny – korpus piechoty Wehrmachtu, uczestniczył w ataku na Związek Radziecki.
Korpus został sformowany 6 stycznia 1941 roku. Uczestniczył w ataku na ZSRR, gdzie walczył przeciw Armii Czerwonej w latach 1941-1944. LV KA w walkach na terytorium Związku Radzieckiego dowodzony był m.in. przez gen. Erwina Vierowa i wchodził w skład  6 Armii. Żołnierze LV KA  oddali się do niewoli Armii Czerwonej w maju 1945 roku w Prusach Wschodnich. 

## Dowódcy korpusu
- gen. Erwin Vierow 6.01.1941 - 13.02.1942
- gen. mjr Rudolf Freiherr von Roman 14.02.1942 - 9.03.1943)
- gen. Erich Jaschke 10.03.1943 - 5.10.1943
- gen. Friedrich Herrlein 6.10.1943 - 1.01.1944
- gen. Horst Großmann 1.01.1944 - 1.05.1944
- gen. Friedrich Herrlein 1.05.1944 - 5.02.1945
- gen. por. Kurt Chill 5.02.1945 - do kapitulacji[4]

## Struktura organizacyjna
Skład w czerwcu 1944 roku:
- 102 Dywizja Piechoty
- 292 Dywizja Piechoty

Skład (po uzupełnieniach) 15 lipca 1944 roku:
- 12 Dywizja Piechoty
- 20 Dywizja Piechoty
- 367 Dywizja Piechoty
- 28 Dywizja Strzelecka

Skład 31 sierpnia 1944 roku:
- 203 Dywizja Ochrony
- 367 Dywizja Piechoty
- 28 Dywizja Strzelecka